# Ichneumon angulatorius
Ichneumon angulatorius là một loài tò vò trong họ Ichneumonidae.